# Andreas Hansen (Baumeister)

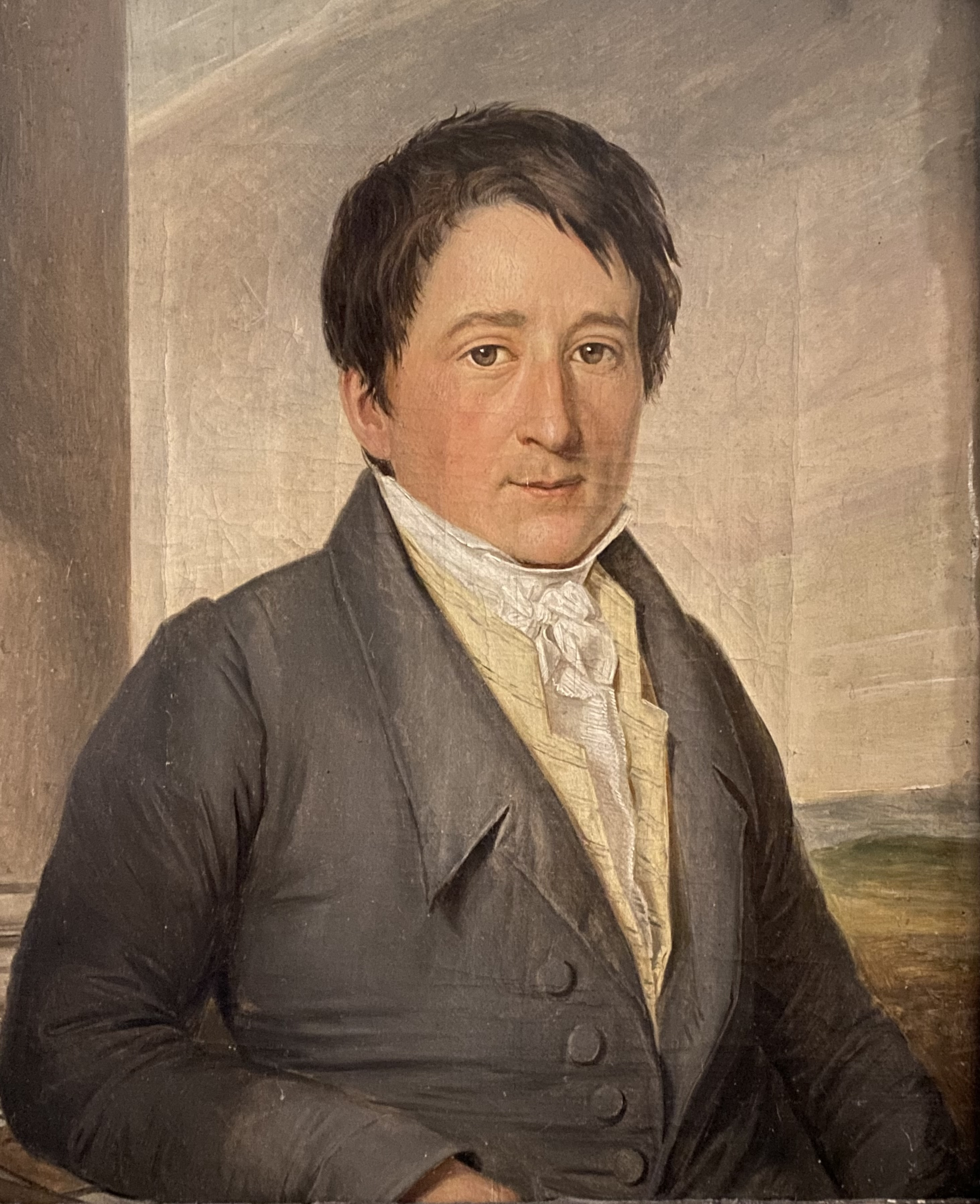
Baumeister Andreas Hansen, gemalt 1823 von Joh. Baptist Bastiné

Andreas Hansen (* getauft 25. Oktober 1788 in Aachen; † 29. März 1875 ebenda) war ein deutscher Baumeister des Klassizismus.

## Leben
Hansen wurde um am 25. Oktober 1788 als Sohn des Maurermeisters Wilhelm Hansen und seiner Ehefrau Anna Maria Schmitz in der katholischen Pfarrkirche St. Martinus zu Aachen-Richterich getauft. Sein Interesse für das Bauhandwerk wurde schon früh durch seinen Vater geprägt, so dass er sich zum Privatbaumeister ausbilden ließ. Im Jahre 1814 heiratete er die aus 's Gravenvoeren (heute Belgien, Provinz Limburg) stammende Alexandrine Denis (1789–1851). Aus dieser Verbindung gingen neun Kinder hervor, von denen jedoch nur fünf Söhne und eine Tochter das Erwachsenenalter erreichten. 
Hansen gehörte zu den erfolgreichsten Geschäftsleuten jener Zeit im Aachener Raum und führte dort zahlreiche öffentliche wie private Gebäude aus. Hierzu zählen insbesondere das Aachener Stadttheater, der Elisenbrunnen, das Präsidialgebäude, das Hauptzollamt am Bahnhofsplatz und das Kongreßdenkmal zu Aachen. Dabei arbeitete er intensiv mit dem damaligen Regierungsbaumeister Johann Peter Cremer und Stadtbaumeister Adam Franz Friedrich Leydel zusammen, die oftmals die Pläne für seine Bauten entwarfen. Auch als Privatbaumeister zeichnete er sich in jener Zeit in Aachen für den Bau zahlreiche hochwertiger Häuser verantwortlich, unter anderem in der Michaelstraße, der Theaterstraße 69 und der Harscampstraße, die er zusammen mit Barthold Suermondt anlegte. Auch das Palais des Marquis de Sassenay in der Römerstraße zu Aachen war ein Bau Hansens. Seine Tochter Gertrude (1817–1878) heiratete den Aachener Tuchfabrikanten Alois Knops (1814–1894), der 1833 die bedeutende Tuchfabrik Alois Knops gründete.
Johann Baptist Joseph Bastiné erstellte 1823 zwei Einzelporträts der Eheleute Hansen und 1835  das Gruppenbild Familie Andreas Hansen.
Andreas Hansen verstarb im Alter von 86 Jahren und wurde an der Seite seiner Frau und der vor ihm verstorbenen Kinder auf dem Aachener Ostfriedhof beigesetzt. Sein Grabdenkmal ist erhalten.